# The Week (festival)
The Week è un festival annuale di danza italiano, basato sugli stili della street dance. È considerato l'evento di street dance più importante d'Italia ed uno tra i più prestigiosi al mondo.
Gli stili della street dance che ospita sono hip hop, house, locking, popping, breaking, afro, dancehall e, dal 2018, anche waacking.

## Storia
Il The Week si è tenuto per la prima volta nel 2008 a Rimini e, dal 2009, è ripetuto con cadenza annuale durante il mese di luglio a Cesenatico. Il nome del festival si ispira alla durata stessa dell'evento, che è di una settimana.
Dalle sue più recenti edizioni, il festival ha visto coinvolti oltre 12.000 partecipanti da tutto il mondo, tra cui oltre 6.000 artisti provenienti da 35 nazioni.

### Edizioni
| Anno | Edizione | Luogo      | Periodo        |
| ---- | -------- | ---------- | -------------- |
| 2008 | 1°       | Rimini     | 14 – 20 luglio |
| 2009 | 2°       | Cesenatico | 13 – 19 luglio |
| 2010 | 3°       | Cesenatico | 11 – 18 luglio |
| 2011 | 4°       | Cesenatico | 10 – 17 luglio |
| 2012 | 5°       | Cesenatico | 08 – 15 luglio |
| 2013 | 6°       | Cesenatico | 14 – 21 luglio |
| 2014 | 7°       | Cesenatico | 13 – 20 luglio |
| 2015 | 8°       | Cesenatico | 12 – 19 luglio |
| 2016 | 9°       | Cesenatico | 10 – 17 luglio |
| 2017 | 10°      | Cesenatico | 09 – 16 luglio |
| 2018 | 11°      | Cesenatico | 08 – 15 luglio |
| 2019 | 12°      | Cesenatico | 07 – 14 luglio |
| 2021 | 13°      | Cesenatico | 11 – 18 luglio |

## Programma e competizioni
Storicamente, durante la prima metà della settimana il festival propone workshops con artisti di calibro internazionale relativi ai maggiori stili della street dance e feste aperte a tutti, tra le quali il Beach Party, l'House Party, il White Party, il Back In The Days, il Pool Party e il Block Party. Durante il termine della settimana hanno invece luogo le competizioni di street dance più importanti e prestigiose del festival, ovvero la Finale del tour internazionale crew vs. crew Street Fighters World Tour e il contest 1 vs. 1 e 2 vs. 2 Give It Up.

### Street Fighters World Tour
Lo Street Fighters World Tour è una competizione internazionale di street dance crew vs. crew. Il contest nasce nel 2005, e si sviluppa come tour internazionale dal 2008, anno a partire dal quale la fase finale ha luogo durante il The Week. Grazie al seguito conquistato negli anni, lo Street Fighters World Tour è oggi uno dei contest di street dance più ambiti a livello internazionale.
Il oltre 10 anni di tour, con più di 300 tappe di selezione, Street Fighters ha visto la partecipazione di oltre 10.000 street dancer in 16 differenti nazioni, tra cui Italia, Svizzera, Giappone, Corea, Cina, Stati Uniti, Francia, Germania, Russia, Svezia, Repubblica Ceca, Grecia, Spagna ecc..

#### Modalità
L'obiettivo della competizione è di selezionare, durante le tappe del tour, le migliori crew internazionali di street dancer per ogni nazione coinvolta, ognuna delle quali conquisterà un posto all'interno della fase finale dello Street Fighters World Tour, che ha luogo durante il The Week. Per ogni tappa, la fase di qualificazione è costituita da una gara coreografica tra le crew. Le coreografie migliori, scelte dalla giuria, accedono alla fase finale della tappa, che è invece costituita da uno scontro diretto di freestyle tra le crew. La crew vincitrice dalla tappa, proclamata dalla giuria, conquista uno posto per la finale di Cesenatico.
Fino all'edizione del 2017, oltre al vincitore effettivo della competizione, la giuria ha attribuito anche il premio Best Show alla miglior coreografia dell'edizione. Dall'edizione del 2018, tale riconoscimento è stato reso indipendente dallo Street Fighters World Tour, e presentato in prima serata circa a metà della settimana del The Week.

#### Storico dei vincitori
| Anno | Vincitore                  | Vincitore      |
| Anno | Street Fighters World Tour | Best Show      |
| ---- | -------------------------- | -------------- |
| 2008 | Nadanù Crew                | Wawas          |
| 2009 | The Mnai's                 | Sarda Family   |
| 2010 | The Mnai's                 | Sarda Force    |
| 2011 | Klandeskillz               | Check This Out |
| 2012 | The Mnai's                 | The Mnai's     |
| 2013 | The End                    | Sarda Force    |
| 2014 | Wave City                  | The Mnai's     |
| 2015 | Wave City                  | Inequalities   |
| 2016 | Versa Style                | Jologik        |
| 2017 | Inequalities               | Waackengers    |
| 2018 | Renegade Master            | Check This Out |
| 2019 | Black Belt                 | 40017 Crew     |
| 2021 | 🇮🇹 Inequalities            | 🇮🇹 Jologik     |
| 2022 | 🇮🇹 Yessai Squad            | 🇮🇹 White Noise |

### Give It Up
Il Give It Up è una competizione di street dance 2 vs. 2 e 1 vs. 1 tra le più importanti nel panorama mondiale, e che vede sfidarsi ogni anno i migliori street dancer europei. nelle categorie:
- Hip Hop 2 vs. 2
- Locking 2 vs. 2
- Popping 1 vs. 1
- House 1 vs. 1
- Breaking 1 vs. 1 (dal 2015)
- Dancehall 1 vs. 1 (solo nel 2017)
- Waacking 1 vs. 1 (dal 2018)

#### Modalità
Nelle sfide 2 vs. 2 a danzare è, in genere, una persona per volta e le due squadre, a turno, si esibiscono. La battle ha termine quando ogni ballerino si è esibito due volte, per un totale complessivo di otto turni, lunghi circa un minuto. Talvolta un team sceglie spontaneamente di sostituire, parzialmente o integralmente, uno dei propri turni con delle "routine" (brevi sincro coreografici) eseguite insieme, in linea con il regolamento. Al termine di ogni battle, i giudici sanciscono chi è la squadra vincitrice, facendola avanzare verso la finale.
Nelle sfide 1 vs. 1 lo svolgimento è analogo, con la differenza che non è possibile eseguire alcuna "routine".
Entrambe le tipologie di sfida sono precedute da una fase di qualificazione, che ha solitamente luogo nel pomeriggio, in cui non sono presenti scontri diretti tra i ballerini, ma questi si esibiscono di fronte ai giudici. Al termine di questa fase, i giudici selezionano i semifinalisti di ogni disciplina che daranno luogo alle battles serali.
La serata Finale è divisa in blocchi di categoria: si svolgono prima le due semifinali e, prima della Finale, c'è uno dei momenti più attesi del The Week.. ovvero la demo della Giuria!

#### Storico dei vincitori[11]
| Anno | Giorno    | Luogo      | Categoria           | Vincitore               |
| ---- | --------- | ---------- | ------------------- | ----------------------- |
| 2005 | 7 maggio  | Rimini     | Hip Hop 2 vs. 2     | Karim & Sonny           |
| 2005 | 7 maggio  | Rimini     | Popping 2 vs. 2     | Serge & Steve           |
| 2005 | 7 maggio  | Rimini     | Locking 2 vs. 2     | Funky Sausage           |
| 2006 | 13 maggio | Rimini     | Hip Hop 2 vs. 2     | Carlos & Sonny          |
| 2006 | 13 maggio | Rimini     | Popping 1 vs. 1     | Claw                    |
| 2006 | 13 maggio | Rimini     | Locking 2 vs. 2     | Lockatomik              |
| 2007 | 12 maggio | Rimini     | Hip Hop 2 vs. 2     | Dange & Wers            |
| 2007 | 12 maggio | Rimini     | Popping 1 vs. 1     | Carlos                  |
| 2007 | 12 maggio | Rimini     | Locking 2 vs. 2     | Lockatomik              |
| 2007 | 12 maggio | Rimini     | House 1 vs. 1       | Marco D'Avenia          |
| 2007 | 12 maggio | Rimini     | Mixed Style 5 vs. 5 | Yessai Funk             |
| 2008 | 20 luglio | Rimini     | Hip Hop 2 vs. 2     | Carlos & Sonny          |
| 2008 | 20 luglio | Rimini     | Popping 1 vs. 1     | Steve                   |
| 2008 | 20 luglio | Rimini     | Locking 2 vs. 2     | GoGo Sisters            |
| 2008 | 20 luglio | Rimini     | House 1 vs. 1       | Federigo                |
| 2009 | 19 luglio | Cesenatico | Hip Hop 2 vs. 2     | Karim & Bruce Blanchard |
| 2009 | 19 luglio | Cesenatico | Popping 1 vs. 1     | Richard Pop             |
| 2009 | 19 luglio | Cesenatico | Locking 2 vs. 2     | Lupin Lock & Kiryan     |
| 2009 | 19 luglio | Cesenatico | House 1 vs. 1       | Karim                   |
| 2010 | 18 luglio | Cesenatico | Hip Hop 2 vs. 2     | Rex & Raoul             |
| 2010 | 18 luglio | Cesenatico | Popping 1 vs. 1     | Shorty                  |
| 2010 | 18 luglio | Cesenatico | Locking 2 vs. 2     | GoGo Sisters            |
| 2010 | 18 luglio | Cesenatico | House 1 vs. 1       | Cheickh                 |
| 2011 | 17 luglio | Cesenatico | Hip Hop 2 vs. 2     | Carlos & Enrythm        |
| 2011 | 17 luglio | Cesenatico | Popping 1 vs. 1     | Richard Pop             |
| 2011 | 17 luglio | Cesenatico | Locking 2 vs. 2     | Manu & Loïc             |
| 2011 | 17 luglio | Cesenatico | House 1 vs. 1       | Tatsuo                  |
| 2012 | 15 luglio | Cesenatico | Hip Hop 2 vs. 2     | Carlos & Rex            |
| 2012 | 15 luglio | Cesenatico | Popping 1 vs. 1     | Richard Pop             |
| 2012 | 15 luglio | Cesenatico | Locking 2 vs. 2     | Manu & Loïc             |
| 2012 | 15 luglio | Cesenatico | House 1 vs. 1       | Karim                   |
| 2013 | 21 luglio | Cesenatico | Hip Hop 2 vs. 2     | Cresh & Marco Cavalloro |
| 2013 | 21 luglio | Cesenatico | Popping 1 vs. 1     | Shorty                  |
| 2013 | 21 luglio | Cesenatico | Locking 2 vs. 2     | Tony Flower & Markeeno  |
| 2013 | 21 luglio | Cesenatico | House 1 vs. 1       | Tatsuo                  |
| 2014 | 20 luglio | Cesenatico | Hip Hop 2 vs. 2     | Sly & Carlos            |
| 2014 | 20 luglio | Cesenatico | Popping 1 vs. 1     | Ryuichi                 |
| 2014 | 20 luglio | Cesenatico | Locking 2 vs. 2     | Chi & Shay              |
| 2014 | 20 luglio | Cesenatico | House 1 vs. 1       | Yugson                  |
| 2015 | 19 luglio | Cesenatico | Hip Hop 2 vs. 2     | Bouboo & Icee           |
| 2015 | 19 luglio | Cesenatico | Popping 1 vs. 1     | Shorty                  |
| 2015 | 19 luglio | Cesenatico | Locking 2 vs. 2     | Chi & Lounes            |
| 2015 | 19 luglio | Cesenatico | House 1 vs. 1       | Malcom                  |
| 2015 | 19 luglio | Cesenatico | Breaking 1 vs. 1    | Movycube                |
| 2016 | 17 luglio | Cesenatico | Hip Hop 2 vs. 2     | Djylo & Zyko            |
| 2016 | 17 luglio | Cesenatico | Popping 1 vs. 1     | Breeze Lee              |
| 2016 | 17 luglio | Cesenatico | Locking 2 vs. 2     | Zid & Candyman          |
| 2016 | 17 luglio | Cesenatico | House 1 vs. 1       | Mogwai                  |
| 2016 | 17 luglio | Cesenatico | Breaking 1 vs. 1    | Tonio                   |
| 2017 | 16 luglio | Cesenatico | Hip Hop 2 vs. 2     | Djylo & Dickens         |
| 2017 | 16 luglio | Cesenatico | Popping 1 vs. 1     | Ness                    |
| 2017 | 16 luglio | Cesenatico | Locking 2 vs. 2     | Zid & Candyman          |
| 2017 | 16 luglio | Cesenatico | House 1 vs. 1       | Hero                    |
| 2017 | 16 luglio | Cesenatico | Breaking 1 vs. 1    | Stepper                 |
| 2017 | 16 luglio | Cesenatico | Dancehall 1 vs. 1   | Sir Ledgen              |
| 2018 | 14 luglio | Cesenatico | Hip Hop 2 vs. 2     | Dogs in the Ghetto      |
| 2018 | 14 luglio | Cesenatico | Popping 1 vs. 1     | Franqey                 |
| 2018 | 14 luglio | Cesenatico | Locking 2 vs. 2     | Yankee & Willow         |
| 2018 | 14 luglio | Cesenatico | House 1 vs. 1       | Taje                    |
| 2018 | 14 luglio | Cesenatico | Breaking 1 vs. 1    | Mowgly                  |
| 2018 | 14 luglio | Cesenatico | Waacking 1 vs. 1    | Pinklady                |
| 2019 | 13 luglio | Cesenatico | Hip Hop 2 vs. 2     | Tribal Gantz            |
| 2019 | 13 luglio | Cesenatico | Popping 1 vs. 1     | Franqey                 |
| 2019 | 13 luglio | Cesenatico | Locking 2 vs. 2     | GoGo Sisters            |
| 2019 | 13 luglio | Cesenatico | House 1 vs. 1       | Martina                 |
| 2019 | 13 luglio | Cesenatico | Breaking 1 vs. 1    | Fat                     |
| 2019 | 13 luglio | Cesenatico | Waacking 1 vs. 1    | Real                    |

## Judges & Teachers[5]
| Year | Style                            | Line Up             | Line Up          | Line Up       | Line Up |
| ---- | -------------------------------- | ------------------- | ---------------- | ------------- | ------- |
| 2005 | Hip Hop                          | Byron               |                  |               |         |
| 2005 | Popping                          | Walid               |                  |               |         |
| 2005 | Locking                          | Junior Almeida      |                  |               |         |
| 2006 | Hip Hop                          | Byron               |                  |               |         |
| 2006 | Popping                          | Claise              |                  |               |         |
| 2006 | Locking                          | Junior Almeida      |                  |               |         |
| 2007 | Hip Hop                          | Bruce Ykanji        |                  |               |         |
| 2007 | Popping                          | Jr Boogaloo         |                  |               |         |
| 2007 | Locking                          | Junior Almeida      |                  |               |         |
| 2007 | House                            | Rabah               |                  |               |         |
| 2007 | Mixed Style                      | Scacio              |                  |               |         |
| 2008 | Hip Hop                          | Link                |                  |               |         |
| 2008 | Popping                          | Jr Boogaloo         | Kris             |               |         |
| 2008 | Locking                          | Tony GoGo           | Junior Almeida   |               |         |
| 2008 | House                            | Byron               | Federica Loredan |               |         |
| 2009 | Hip Hop                          | Super Dave          | Sponky           |               |         |
| 2009 | Popping                          | Mr Wiggles          | Swan             |               |         |
| 2009 | Locking                          | Greg Campbellock Jr | Junior Almeida   |               |         |
| 2009 | House                            | Brooklyn Terry      | Byron            |               |         |
| 2010 | Hip Hop                          | Super Dave          | Joseph Go        | Sponky        |         |
| 2010 | Popping                          | Mr Wiggles          | Swan             | Suga Pop      |         |
| 2010 | Locking                          | Tony GoGo           | Skeeter Rabbit   | Kris          |         |
| 2010 | House                            | Brooklyn Terry      | Byron            | Shannon Mabra |         |
| 2011 | Hip Hop                          | Brian Green         | Joseph Go        | Sponky        |         |
| 2011 | Popping                          | Gucchon             | Swan             | Walid         |         |
| 2011 | Locking                          | P.Lock              | Yoshie           | Kris          |         |
| 2011 | House                            | Caleaf              | Rabah            | Byron         |         |
| 2012 | Hip Hop                          | Super Dave          | Bruce Ykanji     | Sponky        |         |
| 2012 | Popping                          | Gucchon             | Swan             | Bionic Man    |         |
| 2012 | Locking                          | P.Lock              | Firelock         | Kris          |         |
| 2012 | House                            | Marjory             | Tony McGregor    | Byron         |         |
| 2013 | Hip Hop                          | Fabbreezy           | Junior Boogie    | Byron         |         |
| 2013 | Popping                          | Popin Pete          | Kite             | Bruce Ykanji  |         |
| 2013 | Locking                          | P.Lock              | Storm            | Yoshie        |         |
| 2013 | House                            | Marjory             | Hiro             | Yugson        |         |
| 2014 | Hip Hop                          | Fabbreezy           | Loose Joint      | Byron         |         |
| 2014 | Popping                          | Popin Pete          | Boogaloo Kin     | Bruce Ykanji  |         |
| 2014 | Locking                          | P.Lock              | Storm            | Yoshie        |         |
| 2014 | House                            | Marjory             | Tatsuo           | Babson        |         |
| 2014 | Afro, Krumping, Choreo           | Carlos              | Tight Eyes       | Lando Wilkins |         |
| 2015 | Hip Hop                          | Fabbreezy           | Niki             | Byron         |         |
| 2015 | Popping                          | Slim Boogie         | Boogaloo Kin     | Nelson        |         |
| 2015 | Locking                          | P.Lock              | Sugar Rae        | Kris          |         |
| 2015 | House                            | Caleaf              | Tatsuo           | Kapela        |         |
| 2015 | Breaking                         | Pelezinho           | Hong10           | Cico          |         |
| 2015 | Afro, Waacking, Plus             | Carlos              | Archie Burnett   | Sésé          |         |
| 2016 | Hip Hop                          | Fabbreezy           | Niki             | Link          |         |
| 2016 | Popping                          | Kei                 | Jr. Boogaloo     | Franqey       |         |
| 2016 | Locking                          | P.Lock              | Willow           | Flockey       |         |
| 2016 | House                            | Tony McGregor       | Byron            | Mamson        |         |
| 2016 | Breaking                         | Duna                | Wing             | David Colas   |         |
| 2016 | Afro, Dancehall, Plus            | Carlos              | L. Courtellemont | Sésé          |         |
| 2017 | Hip Hop                          | Fabbreezy           | Niki             | Link          |         |
| 2017 | Popping                          | Mr. Wiggles         | Boogaloo Kin     | Nelson        |         |
| 2017 | Locking                          | P.Lock              | Kris             | Flockey       |         |
| 2017 | House                            | Toyin               | Byron            | Mamson        |         |
| 2017 | Breaking                         | Ronnie              | Neguin           | Nasty Den     |         |
| 2017 | Dancehall                        | L. Courtellemont    | Camron           | Livia         |         |
| 2017 | Afro, Plus                       | Carlos              | Sésé             |               |         |
| 2018 | Hip Hop                          | Link                | Icee             | Majid         |         |
| 2018 | Popping                          | Monsta Pop          | Swan             | Greenteck     |         |
| 2018 | Locking                          | P.Lock              | Lino             | A-Train       |         |
| 2018 | House                            | O.G.                | Byron            | Mamson        |         |
| 2018 | Breaking                         | Rubio               | Cico             | Nasty Den     |         |
| 2018 | Waacking                         | Princess Lockeroo   | La B. Fujiko     | Rada          |         |
| 2018 | Afro, Dancehall, NewStyle Hustle | Carlos              | L. Courtellemont | Jeff Selby    |         |
| 2018 | Choreography                     | Flaminia            | Mike & Ricky     | Marvin        |         |
| 2019 | Hip Hop                          | Link                | Meech            | Carlos        |         |
| 2019 | Popping                          | Monsta Pop          | Swan             | Nelson        |         |
| 2019 | Locking                          | P.Lock              | Kris             | Willow        |         |
| 2019 | House                            | Clara Bajado        | Babì             | Mamson        |         |
| 2019 | Breaking                         | B.Boy Thias         | Massimino        | Nasty Den     |         |
| 2019 | Waacking                         | Ibuki               | La B. Fujiko     | Rada          |         |
| 2019 | Afro, NewStyle Hustle            | Carlos              | Stazy            | Mike All      |         |
| 2019 | Choreography                     | Macia Del Prete     | Kenzo            | Mike Fields   |         |
| 2019 | Plus                             | Yugson              | Sésé             | Byron         |         |